# District naval de Maizuru

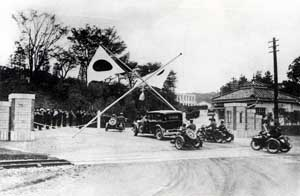
L'empereur Hirohito en visite au QG du district naval de Maizuru en 1933.

Le district naval de Maizuru (舞鶴鎮守府, Maizuru chinjufu) est le quatrième des cinq principaux districts administratifs de la marine impériale japonaise d'avant-guerre. Son territoire inclut la côte entière de la mer du Japon du nord de Kyūshū jusqu'à l'ouest de Hokkaidō.

## Histoire
L'importance stratégique de la localisation de Maizuru et de son potentiel pour le développement d'un port militaire pour les opérations en mer du Japon vers la Corée, la Russie et même la Chine, est reconnue très tôt par la marine impériale japonaise. Durant la réorganisation administrative de la marine en 1889, Maizuru est désigné en tant que quartier-général du « quatrième district naval » (第四海軍区, dai-yon kaigunku), son port est dragué, et un brise-lames et des docks sont construits.
Durant la guerre sino-japonaise (1894-1895), le port est fortifié avec l'ajout de puissantes batteries côtières. Cependant, les bases navales de Sasebo et de Kure conviennent géographiquement mieux à la marine pour le conflit et reçoivent des fonds. Bien que les installations de réparations et de constructions navales de l'arsenal naval de Maizuru soient ouvertes en 1903, le terrain montagneux autour du port limite leur expansion, et la zone se développe peu. Cette situation se prolonge même durant la guerre russo-japonaise de 1904-05, malgré la position idéale de Maizuru au centre du conflit. Durant la période d'avant-guerre, la Corée étant sous contrôle japonais, et les menaces de la Russie et de la Chine étant très minimes, des discussions ont lieu pour fermer le port militaire. Bien que Maizuru soit l'un des plus grands chantiers navals militaires du Japon (spécialement pour la construction de destroyer), le traité de Washington de 1922 réduit considérablement la demande de navires de guerre, et ses installations sont mises en réserve jusqu'en 1936.
Après le déclenchement de la guerre du Pacifique, Maizuru est réactivé en tant que district de recrutement, de formation et de soutien logistique. Le port devient également le site d'une des forces navales spéciales de débarquement, et d'une base aérienne de la marine. Maizuru accueille également l'académie d'ingénieurs de la marine impériale japonaise.
La zone est aujourd'hui utilisée par la force maritime d'autodéfense japonaise qui a préservé une partie des portails d'origine en briques rouges et a transformé deux bâtiments en musées commémoratifs.

## Liste des commandants

### Officiers commandants
- Amiral de la flotte Marquis Heihachiro Togo (1er octobre 1901 – 19 octobre 1903)
- Amiral Baron Sonojo Hidaka (19 octobre 1903 – 28 août 1908)
- Amiral Kataoka Shichirō (28 août 1908 – 18 janvier 1911)
- Amiral Baron Misu Sotarō (18 janvier 1911 – 25 septembre 1913)
- Amiral Baron Yashiro Rokurō (25 septembre 1913 – 17 avril 1914)
- Vice-Amiral Hajime Sakamoto (17 avril 1914 – 13 décembre 1915)
- Amiral Matahachiro Nawa (13 décembre 1915 – 1er décembre 1917)
- Amiral Takarabe Takeshi (1er décembre 1917 – 1er décembre 1918)
- Amiral Kaneo Nomaguchi (1er décembre 1918 – 1er décembre 1919)
- Amiral Teijro Kuroi (1er décembre 1919 – 16 août 1920)
- Vice-Amiral Satō Tetsutarō (16 août 1920 – 1er décembre 1921)
- Amiral Kozaburo Oguri (1er décembre 1921 – 1er avril 1923)
- Vice-Amiral Hanroku Saito (1er avril 1923 – 1er juin 1923)
- Amiral Saburo Hyakutake (1er juin 1923 – 4 octobre 1924)
- Vice-Amiral Shigetsugu Nakazato (4 octobre 1924 – 1er juin 1925)
- Vice-Amiral Shinzaburo Furukawa (1er juin 1925 – 10 décembre 1926)
- Vice-Amiral Koshiro Otani (10 décembre 1926 – 16 mai 1928)
- Vice-Amiral Nobutaro Iida (16 mai 1928 – 10 décembre 1928)
- Vice-Amiral Tamaki Tosu (10 décembre 1928 – 11 novembre 1929)
- Vice-Amiral Junichi Kiyokawa (11 novembre 1929 – 1er décembre 1930)
- Amiral Nobumasa Suetsugu (1er décembre 1930 – 1er décembre 1931)
- Vice-Amiral Naotaro Ominato (1er décembre 1931 – 1er décembre 1932)
- Vice-Amiral Shinjiro Imamura (1er décembre 1932 – 15 septembre 1933)
- Amiral Gengo Hyakutake (15 septembre 1933 – 15 novembre 1934)
- Vice-Amiral Hajime Matsushita (15 novembre 1934 – 2 décembre 1935)
- Amiral Kōichi Shiozawa (2 décembre 1935 – 1er décembre 1936)
- Vice-Amiral Kamezaburo Nakamura (1er décembre 1936 – 1er décembre 1937)
- Vice-Amiral Manbei Idemitsu (1er décembre 1937 – 15 novembre 1938)
- Vice-Amiral Eikichi Katagiri (15 novembre 1938 – 15 novembre 1939)
- Vice-Amiral Goro Hara (15 novembre 1939 – 15 avril 1940)
- Vice-Amiral Sonosuke Kobayashi (15 avril 1940 – 14 juillet 1942)
- Vice-Amiral Masaichi Niimi (14 juillet 1942 – 1er décembre 1943)
- Vice-Amiral Denshichi Okawachi (1er décembre 1943 – 1er avril 1944)
- Vice-Amiral Kakusaburo Makita (1er avril 1944 – 1er mars 1945)
- Vice-Amiral Minoru Tayui (1er mars 1945 – 30 novembre 1945)

### Chef d'État-major
- Vice-Amiral Baron Tokutaro Nakamizo (1er octobre 1901 – 12 mars 1902)
- Contre-Amiral Ichiro Nijima (12 mars 1902 – 10 mai 1905)
- Contre-Amiral Shinjiro Uehara (10 mai 1905 – 7 avril 1906)
- Contre-Amiral Arinobu Matsumoto (7 avril 1906 – 22 novembre 1906)
- Vice-Amiral Suetaka Ijichi (22 novembre 1906 – 15 mai 1908)
- Amiral Baron Katō Sadakichi (15 mai 1908 – 9 avril 1910)
- Vice-Amiral Kensuke Wada (9 avril 1910 – 1er décembre 1911)
- Contre-Amiral Juzaburo Ushida (1er décembre 1911 – 1er décembre 1912)
- Contre-Amiral Seinosuke Togo (1er décembre 1912 – 1er avril 1913)
- Vice-Amiral Tomojiro Chisaka (1er avril 1913 – 1er décembre 1913)
- Vice-Amiral Yasujiro Nagata (1er décembre 1913 – 1er décembre 1914)
- Contre-Amiral Eitaro Kataoka (1er décembre 1914 – 1er avril 1915)
- Contre-Amiral Tokutaro Hiraga (1er avril 1915 – 1er avril 1916)
- Contre-Amiral Yushichi Kanno (1er avril 1916 – 1er décembre 1917)
- Contre-Amiral Masaki Nakamura (1er décembre 1917 – 25 septembre 1918
- Vice-Amiral Kenzo Kobayashi (25 septembre 1918 – 10 novembre 1918)
- Contre-Amiral Hisamori Taguchi (10 novembre 1918 – 10 novembre 1920)
- Vice-Amiral Kosaburo Uchida (10 novembre 1920 – 1er décembre 1922)
- Vice-Amiral Yukichi Shima (1er décembre 1922 – 1er décembre 1923)
- Contre-Amiral Tanin Ikeda (1er décembre 1923 – 1er décembre 1924)
- Amiral Zengo Yoshida (1er décembre 1924 – 15 avril 1925)
- Vice-Amiral Shigeru Matsuyama (20 novembre 1925 – 1er décembre 1926)
- Contre-Amiral Shiba Shibayama (1er décembre 1926 – 10 décembre 1928)
- Vice-Amiral Yutaka Arima (10 décembre 1928 – 1er mai 1929)
- Vice-Amiral Shigeru Kokuno (1er mai 1929 – 1er novembre 1930)
- Vice-Amiral Umataro Tanimoto (1er novembre 1930 – 1er décembre 1931)
- Contre-Amiral Fuchina Iwaihara (1er décembre 1931 – 15 novembre 1933)
- Contre-Amiral Shigekazu Nakamura (15 novembre 1933 – 16 novembre 1936)
- Vice-Amiral Ichiro Ono (16 novembre 1936 – 25 septembre 1937)
- Vice-Amiral Kanji Ugaki (25 septembre 1937 – 22 octobre 1938)
- Vice-Amiral Morikazu Osugi (22 octobre 1938 – 15 novembre 1939)
- Vice-Amiral Kiyohide Shima (15 novembre 1939 – 15 octobre 1940)
- Vice-Amiral Naomasa Sakonjo (15 octobre 1940 – 11 août 1941)
- Contre-Amiral Kiyoshi Hamada (11 août 1941 – 10 juin 1942)
- Contre-Amiral Sokichi Takagi (10 juin 1942 – 25 septembre 1943)
- Contre-Amiral Akira Sone (25 septembre 1943 – 11 septembre 1944)
- Contre-Amiral Shinichi Torigoe (25 septembre 1944 - septembre 1945)